# Illiberis yunnanensis
Illiberis yunnanensis es una especie de mariposa de la familia Zygaenidae.
Fue descrita científicamente por Alberti en 1951.